# بدفورد براون

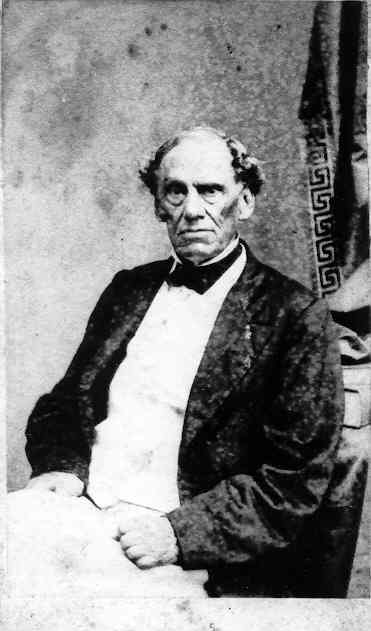
تصویری از بد‌‌فورد براون

بدفورد براون (به انگلیسی: Bedford Brown) سناتور سابق عضو حزب دموکرات ایالات متحده آمریکا بود. وی در سال ۱۸۲۹ تا ۱۸۴۰ میلادی سناتور ایالت کارولینای شمالی در سنای ایالات متحده آمریکا بود.